# 三上鉄工
三上鉄工株式会社（みかみてっこう）は埼玉県越谷市に本社を置く送風機・熱交換器および関連製品の設計・製造・販売を業とする日本の企業。送風機においてはシロッコファン、ターボファン、クロスフローファン、軸流ファンを網羅する。
送風機/排風機(ファン・ブロワー)・熱交換器の設計及び製造の品質マネジメントシステム・環境マネジメントシステムについて第三者認証を取得済み。
■品質認証）ISO 9001:2015 & JIS Q 9001:2015　QA230199
■環境認証）ISO 14001:2015 & JIS Q 14001:2015　 EA230200

製品（送風機・熱交換器）の直接の買い手は各種の装置メーカーが中心。かつて販売先は少数で限定的であったが、1990年代半ばから北海道から沖縄まで顧客を広げた。また、製品は装置に組み込まれた形で海外各国で使用されている。
製品の主な用途は一般空調機、IT関連機器、乾燥機、産業界向け各種特注エアハンドリングユニット、温（冷）風発生機、食品関連各種装置、医療用機器、冷凍冷蔵倉庫、デジタルサイネージ、半導体関連各種装置、炉、各種プラントなどがある。

## 会社概要
- 設立：1965年（昭和40年）4月26日
- 資本金：1000万円
- 代表取締役：三上樹一郎
- 本社所在地：埼玉県越谷市宮本町3-133

## 沿革
- 1948年 - 東京都墨田区にて創業。有限会社　三上金属工業所　金属引物加工。社長　三上敏兼　資本金50万円
- 1956年 - 業務内容、一般製缶加工へ変遷
- 1965年 - 三上鉄工株式会社　設立。資本金100万円。送風機・熱交換器の製作を開始。現在地新工場へ移転。
- 1992年 - 新社屋完成
- 1992年 - 資本金1000万円に増資
- 1997年4月 - CADを増強。
- 1998年10月 ホームページをインターネット上に公開。 半導体,IT関連業界向けファン受注増加。 食品業界向けファン受注増加。蓄熱暖房機・一般空調用小型ファンの受注増加
- 2004年6月 - DCブラシレスモーター付小型クロスフローファンに米国UL規格認証取得
- 2008年7月 - 事務処理OA化の推進。
- 2010年1月 - 社長三上樹一郎に交代。前社長は会長職へ就任。埼玉県知事より経営革新計画の認証を受ける
- 2011年10月 - オールステンレス（モーター含む）製ファンを海外向けに増産
- 2012年4月 - エネルギー関連設備向けファンの増産
- 2013年4月 - ウェブサイトドメインをmiw.co.jpへ移動
- 2014年10月 - ASEAN国公社向け軸流ファンを量産納入
- 2014年12月 - 最新型騒音計および騒音解析ソフトウェアを導入
- 2015年1月 - 公共設備エアカーテン用中型クロスフローローターを全国に向け納入開始。
- 2015年2月 - CADを増強（AutoCAD LT）
- 2015年3月 - 三上鉄工株式会社設立50周年
- 2015年4月 - バランス修正機の改修、増強
- 2015年7月 - KES(京都環境マネジメントシステムスタンダード)による環境保護活動を開始。
- 2016年2月 - 3D CADおよび流体解析システムを導入
- 2017年6月 - 3D CADを増強、CAEの利用を開始
- 2018年6月 - 第2工場として市内作業所を確保
- 2018年8月 - エネルギー関連向けに縦型軸流ファンを増産
- 2018年9月 - 食品業界向けに縦型シロッコファンを増産
- 2018年12月 - 年間売上創業以来最高額を更新
- 2019年1月 - 可搬型送風機を増産
- 2022年12月 - SUS304製のシャフトレス型高効率大型クロスフローファン特注品を出荷開始
- 2023年12月 - 送風機/排風機(ファン・ブロワー)・熱交換器の設計及び製造について国際認証を取得　■品質認証）ISO 9001:2015 & JIS Q 9001:2015　QA230199　■環境認証）ISO 14001:2015 & JIS Q 14001:2015　 EA230200